# Pietro Diana
Pour l’article homonyme, voir Pietro Diana (peintre).
Pietro Diana, ou Pietro da Piacenza (né à Plaisance en Émilie-Romagne, Italie, et mort en 1208 à Rome), est un cardinal italien du XIIe siècle et du début du XIIIe siècle.

## Biographie
Pietro Diana est prévôt de San Antonio à Plaisance.
Le pape Lucius II le crée cardinal lors d'un consistoire du  6 mars 1185. Avec la cardinal Soffredo il négocie en 1188 la paix entre Gênes et Pise et reste en Lombardie pour régler de conflits entre des communes lombardes. Diana exerce aussi plusieurs missions pour l'empereur Henri IV.
Le cardinal Diana participe à l'élection d'Urbain III en 1185, à celle de Grégoire VIII et de Clément III en 1187 et à celle d'Innocent III en 1198.

### Sources
- Fiche du cardinal sur le site fiu.edu